# Tunatic
Tunatic est un logiciel propriétaire de reconnaissance musicale. Il est possédé et développé par Wildbits. Il est distribué en freeware.

## Principe
D'interface très simple et épurée (le logiciel ne possède qu'un bouton), ainsi que d'une taille minime, il permet de retrouver, par le biais d'une connexion internet, le titre d'une chanson jouée par un ordinateur. Toutefois cela se limite à un ensemble de chansons relativement populaires. Il peut être utile dans le cas où l'on ne possède qu'un extrait de chanson, ou une chanson sans en connaitre le titre ou l'artiste. Cependant certains titres sont mal identifiés, ou certains résultats peuvent être aléatoires.

## Utilisation
Sous Windows :
- Régler le mode d'enregistrement sur « microphone » dans les propriétés audio du système ;
- placer le micro du PC auprès du haut-parleur émettant la musique à identifier ;
- cliquer sur la loupe, et attendre quelques secondes à l'issue desquelles le logiciel trouve éventuellement le titre de la piste.

La qualité du micro est importante pour la réussite de l'identification.
Pour identifier un morceau présent sur l'ordinateur sans utiliser de microphone, il faut cocher « mixage stéréo » au lieu de « microphone » dans les propriétés d'enregistrement audio.

On peut tout aussi bien enregistrer sa propre carte son pour avoir un son plus clair, sans dépendre d'un microphone externe.
Pour cela, il faut définir comme enregistreur par défaut mixage stéréo, dans les paramètres son.